# Сигнальная музыка

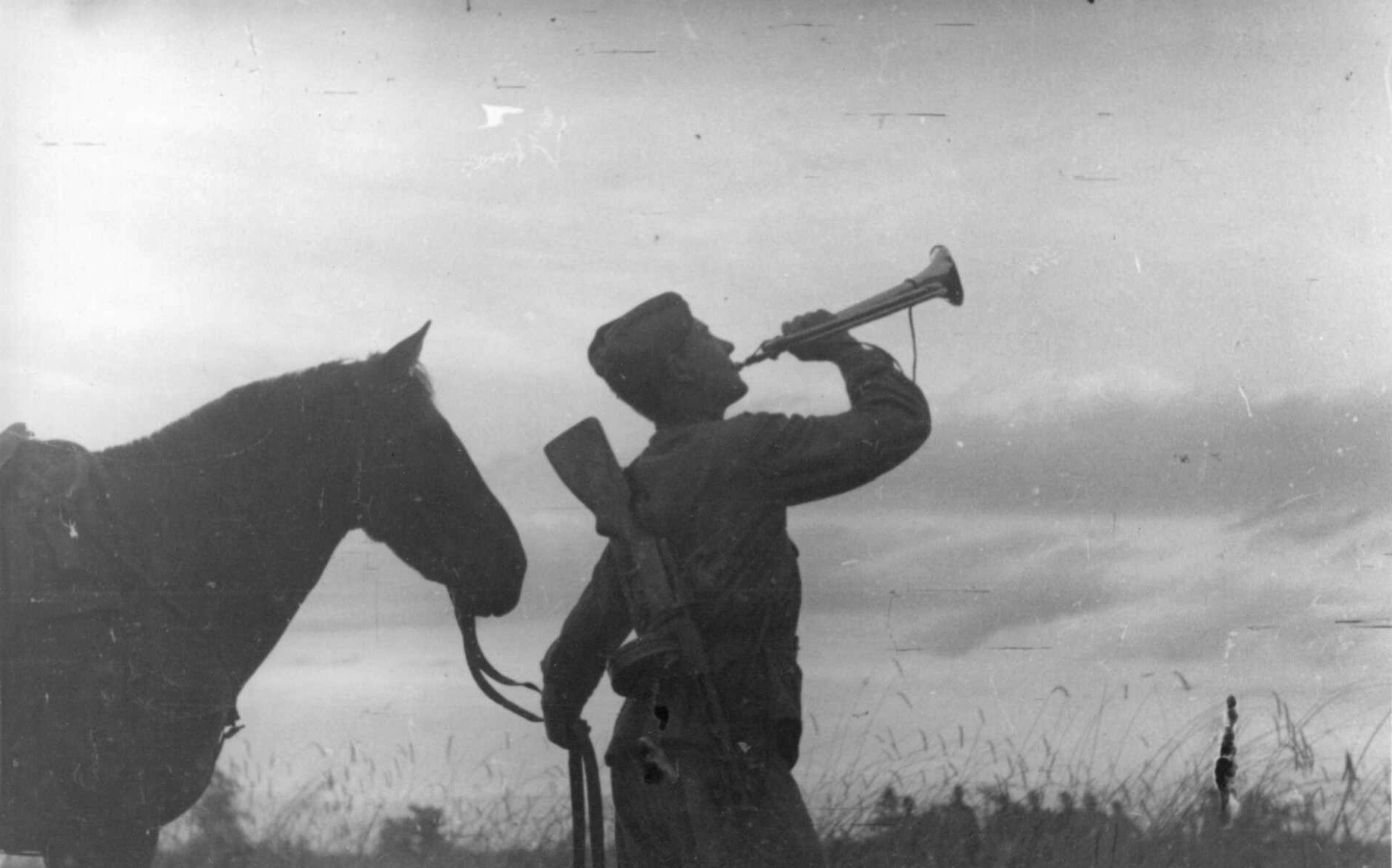
Советский горнист подает сигнал боевой тревоги в одной из частей 2-го гвардейского кавалерийского корпуса, Брянский фронт, сентябрь 1943 года.

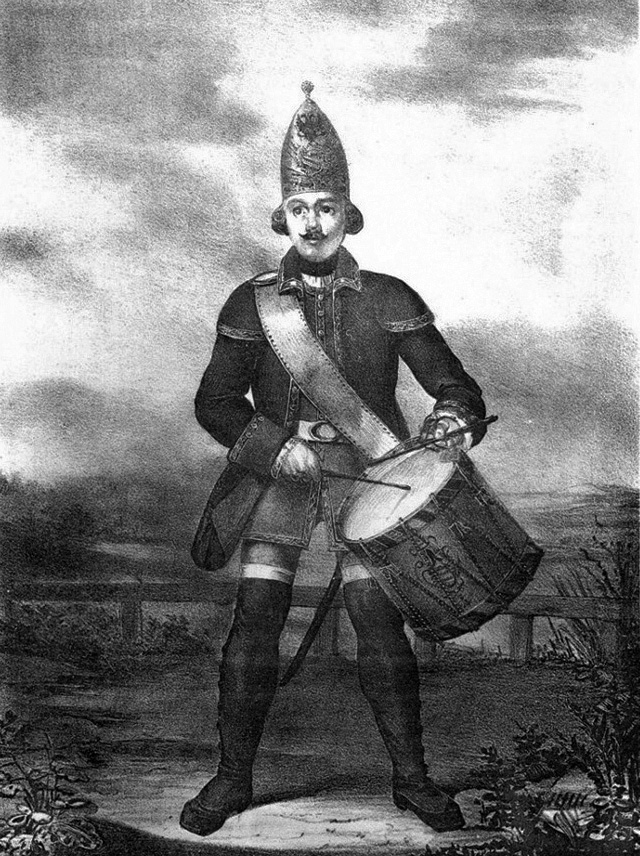
Барабанщик гренадерской роты пехотного полка, 1756—1762 годов.

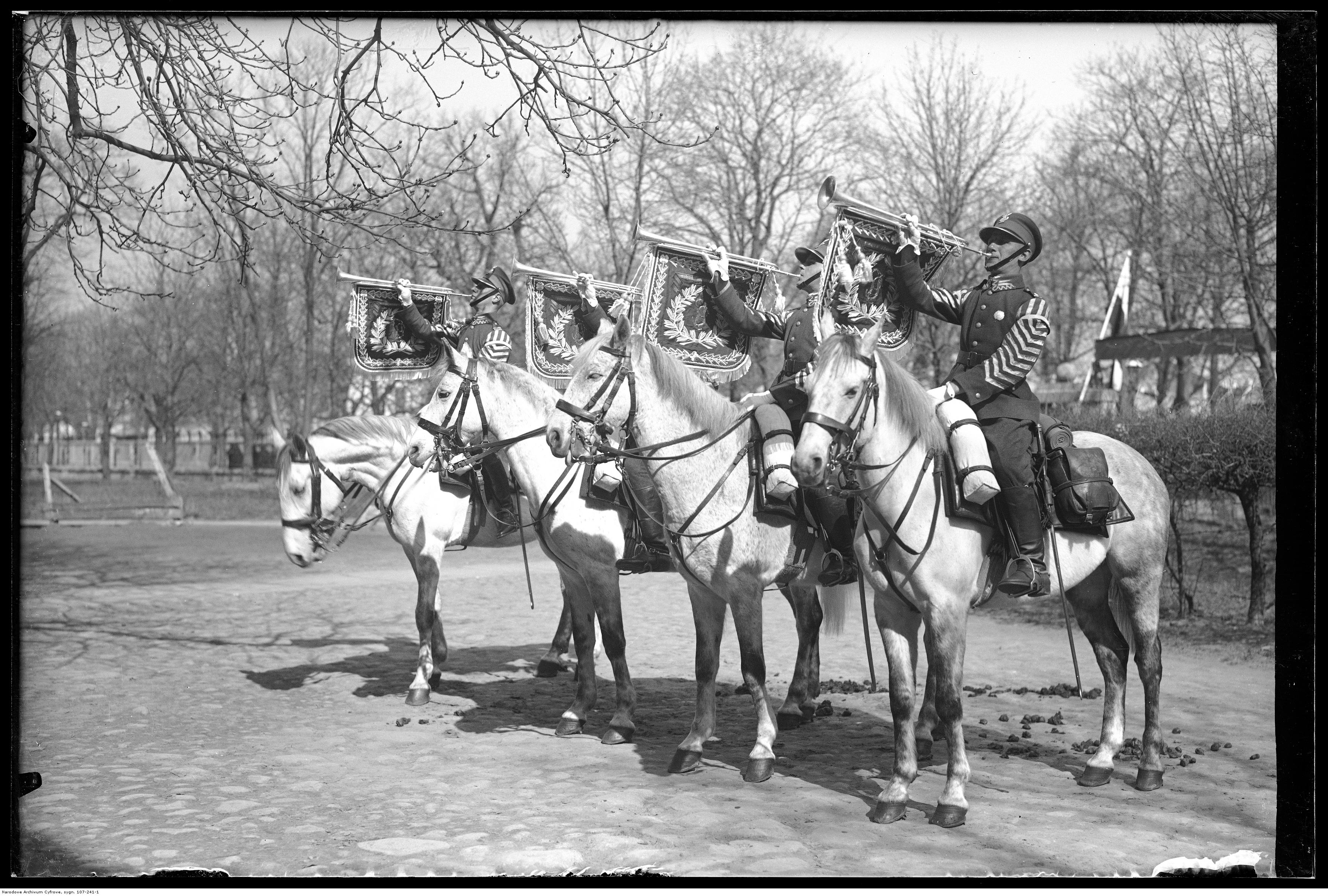
Кавалеристы играют на фанфарах

Сигнальная музыка — музыка прикладного значения для передачи информации и управления действиями масс (например военная команда «Сбор»).
Сигнальная музыка исполняется на медных духовых и ударных инструментах. Исполняющий сигнальную музыку музыкант именуется сигналистом (сигнальщиком) горнистом или барабанщиком.

## История
В войсках Древней Руси сигнальная музыка использовалась начиная с X века.
С развитием русской регулярной гвардии, армии, флота и военного искусства стали складываться военные сигналы, отражавшие характер боевых действий и специфику службы различных родов оружия, современность войск (пехотные, кавалерийские, артиллерийские, военно-морские сигналы).
Сигнальная музыка широко используется в боевой учёбе и быту войск, при совершении воинских ритуалов.
Сигнальная музыка в обобщественной жизнини средневековой Европы была прерогативой городских музыкантов, в дальнейшем их обязанность оповещать горожан о смене часов была заменена музыкой башенных курантов.
Специфически русская разновидность сигнальной музыки — колокольные звоны. Локальная ветвь русской традиционной инструментальной сигнальной музыки — искусство пастухов-рожечников (Владимирский рожок).
Сигнальная музыка принадлежит важная роль в формировании жанра строевого военного марша

## Сигналы
Включает охотничьи, пастушеские, военные, церемониальные, пионерские и спортивные сигналы. Среди старейших сигналов: заря, «развод».

## Инструменты
Тангыр — одного из древних сигнальных музыкальных инструментов в традиционной культуре удмуртов.
В русской традиционной культуре под названием било (от глагола бить) — древний сигнальный инструмент, изготовленный из дерева или железа. Звук извлекался ударом палки или специального молотка по поверхности инструмента и служил сигналом для оповещения жителей населенного пункта о каком-либо событии (пожаре, нападении врага, смерти одного из жителей и тому подобное). Данными инструментами до сих пор пользуются некоторые монастыри и скиты. И в бытовой среде аналогичные звуковые орудия весьма распространены в случаях подачи сигналов тревоги.
В абхазской музыкальной культуре сигнальные инструменты:
- Адаул — сигнальный инструмент в виде одностороннего барабана.
- Абыкь — абхазский народный язычковый духовой музыкальный инструмент. Абхазская труба, её называют язычковая свирель типа рожка. Благодаря его фанфарным звукам, которые разносятся далеко, при помощи него объявляли военную тревогу. Игрой на инструменте начали созыв людей на праздник[5].